# Monte Somma

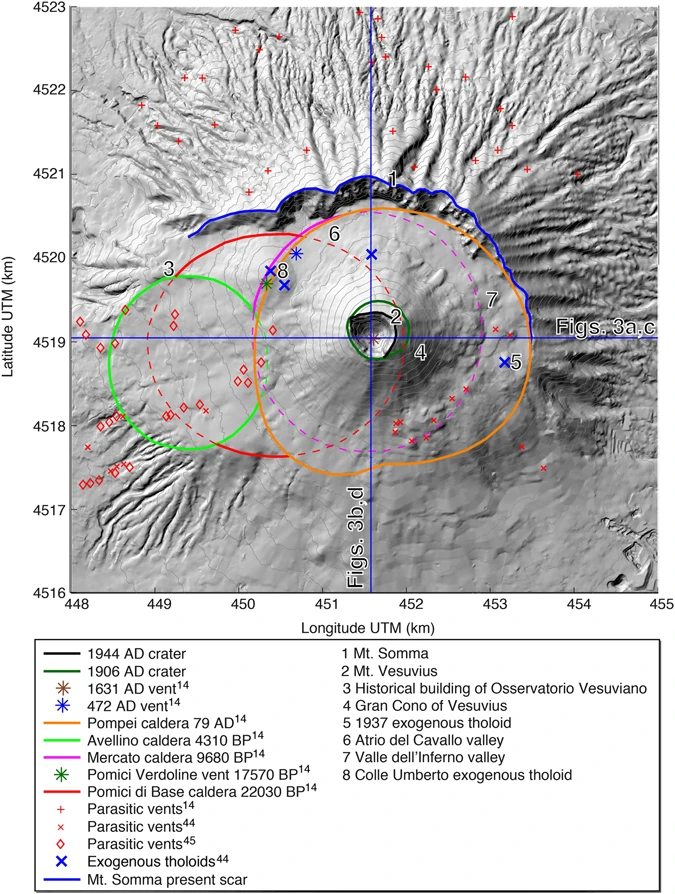
Reliefkarte des Somma-Vesuv-Vulkankomplexes. Der höchste Punkt des Monte Somma ist durch die 1 und seine Kammlinie ist durch die dicke blaue Linie markiert.

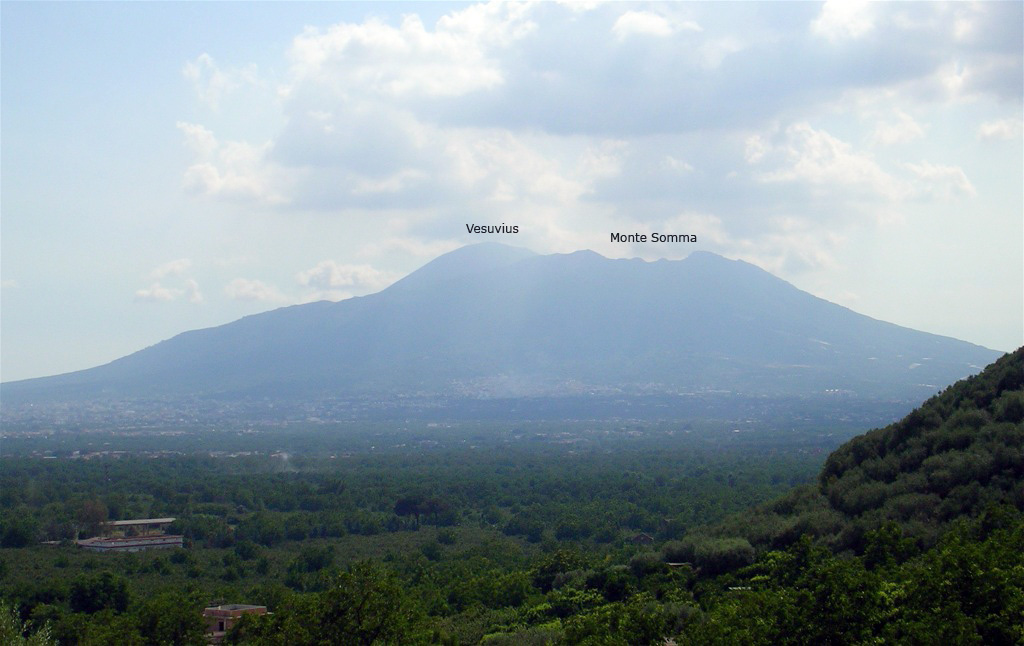
Blick aus nordöstlicher Richtung auf das Vesuv-Massiv, mit dem Monte Somma und dem Hauptkegel des Vesuv dahinter

Der Monte Somma ist ein rund 4 km langer bogenförmiger Bergrücken des Somma-Vesuv-Vulkankomplexes östlich von Neapel in der Region Kampanien an der Westküste Italiens. Er verläuft nördlich des 1281 m hohen Kegels des Vesuv und erreicht an seinem höchsten Punkt, der Punta Nasone, eine Höhe von 1132 m. Während seine zerfurchte Nordflanke eine schwache bis mäßige Hangneigung hat, fällt die Südflanke des Somma nahezu senkrecht ab.
Die steile Südflanke des Monte Somma repräsentiert den nördlichen Rand einer komplexen Caldera, die sich in den vergangenen ca. 20.000 Jahren, zuletzt maßgeblich beim Ausbruch des Vesuv 79 n. Chr., nach und nach herausgebildet hat. In der jüngsten Teil-Caldera, deren Durchmesser ungefähr drei Kilometer beträgt, befindet sich der heutige Kegel des Vesuv.

## Monte Somma als Typlokalität

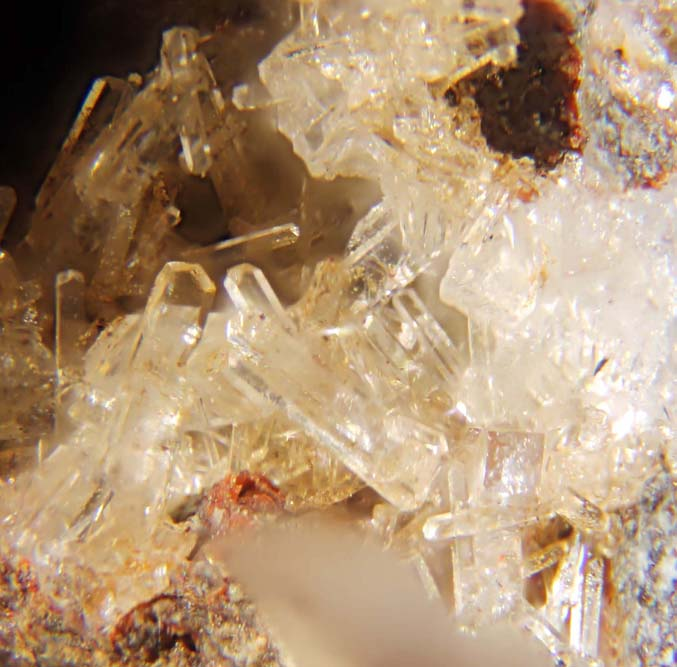
Das nach seiner Typlokalität benannte Mineral Montesommait

Der Monte Somma ist ein bekannter und reichhaltiger Fundort für bisher insgesamt rund 160 Mineralarten und einige von deren Varietäten (Stand 2023). Für mehr als 20 Mineralarten gilt der Vulkan zudem als Typlokalität, das heißt erster Fundort für Mineralproben, die zur vollständigen Beschreibung des betreffenden Minerals dienten.
Namentlich sind dies Anorthit, Balliranoit, Calciumoxid, Chabasit-K, Cuspidin, Davyn, Forsterit, Haüyn, Humit, Kaliophilit, Kalium-Fluoro-Richterit, Klinohumit, Kryptohalit, Leucit, Mejonit, Melanothallit, Montesommait, Monticellit, Nephelin, Panunzit, Periklas, Quadridavyn, Sarkolith und Vesuvianit.